# Natação nos Jogos Olímpicos de Verão de 1988 - 100 m costas masculino
A competição dos 100 metros costas masculino da natação nos Jogos Olímpicos de Verão de 1988 foi disputada no dia 24 de setembro no  Jamsil Indoor Swimming Pool em Seul, Coreia do Sul.

## Medalhistas
| Ouro   | JPN Daichi Suzuki  |
| Prata  | USA David Berkoff  |
| Bronze | URS Igor Polyansky |

## Recordes
Antes desta competição, os recordes mundiais e olímpicos da prova eram os seguintes:
| Tipo | Atleta              | Tempo | Local                  | Data                 |
| ---- | ------------------- | ----- | ---------------------- | -------------------- |
|      | David Berkoff (USA) | 54.91 | Austin, Estados Unidos | 13 de agosto de 1988 |
|      | USA John Naber      | 55.49 | Montreal, Canadá       | 19 de julho de 1976  |

Os seguintes recordes mundiais ou olímpicos foram estabelecidos durante esta competição:
| Data           | Evento         | Atleta             | Tempo | Notas            |
| -------------- | -------------- | ------------------ | ----- | ---------------- |
| 24 de setembro | Eliminatória 6 | URS Igor Polyansky | 55.04 | Recorde olímpico |
| 24 de setembro | Eliminatória 7 | USA David Berkoff  | 54.51 | Recorde mundial  |

## Resultados

### Eliminatórias
Regra: Os oito nadadores mais rápidos avançam à final A (Q), enquanto os oito seguintes, à final B (q).
| Pos. | Raia | Nadador               | CON                        | Tempo   | Notas |
| ---- | ---- | --------------------- | -------------------------- | ------- | ----- |
| 1    | 7    | David Berkoff         | USA Estados Unidos         | 54.51   | Q,    |
| 2    | 6    | Igor Polyansky        | URS União Soviética        | 55.04   | Q     |
| 3    | 7    | Daichi Suzuki         | JPN Japão                  | 55.90   | Q     |
| 4    | 7    | Sergei Zabolotnov     | URS União Soviética        | 56.13   | Q     |
| 5    | 7    | Frank Hoffmeister     | FRG Alemanha Ocidental     | 56.19   | Q     |
| 6    | 5    | Sean Murphy           | CAN Canadá                 | 56.20   | Q     |
| 6    | 6    | Mark Tewksbury        | CAN Canadá                 | 56.20   | Q     |
| 8    | 6    | Frank Baltrusch       | GDR Alemanha Oriental      | 56.45   | Q     |
| 9    | 5    | Dirk Richter          | GDR Alemanha Oriental      | 56.52   | q     |
| 10   | 6    | Franck Schott         | FRA França                 | 56.76   | q     |
| 11   | 6    | Georgi Mihalev        | BUL Bulgária               | 57.06   | q     |
| 12   | 5    | Jens-Peter Berndt     | FRG Alemanha Ocidental     | 57.08   | q, WD |
| 13   | 5    | Jay Mortenson         | USA Estados Unidos         | 57.19   | q     |
| 14   | 3    | David Lim Fong Jock   | SIN Singapura              | 57.34   | q,    |
| 15   | 5    | Shigemori Maruyama    | JPN Japão                  | 57.54   | q     |
| 16   | 4    | Manuel Guzmán         | PUR Porto Rico             | 57.62   | q     |
| 17   | 5    | Eðvarð Þór Eðvarðsson | ISL Islândia               | 57.70   | q     |
| 18   | 6    | Lin Laijiu            | CHN China                  | 57.74   |       |
| 19   | 7    | Paul Kingsman         | NZL Nova Zelândia          | 57.80   |       |
| 20   | 7    | Rogério Romero        | BRA Brasil                 | 57.91   |       |
| 21   | 6    | Lars Sørensen         | DEN Dinamarca              | 58.01   |       |
| 22   | 4    | Neil Harper           | GBR Grã-Bretanha           | 58.02   |       |
| 23   | 4    | Martín López-Zubero   | ESP Espanha                | 58.06   |       |
| 24   | 4    | Patrick Ferland       | SUI Suíça                  | 58.17   |       |
| 25   | 3    | Neil Cochran          | GBR Grã-Bretanha           | 58.25   |       |
| 26   | 3    | Alejandro Alvizuri    | PER Peru                   | 58.37   |       |
| 27   | 5    | Carl Wilson           | AUS Austrália              | 58.40   |       |
| 28   | 4    | Tamás Deutsch         | HUN Hungria                | 58.65   |       |
| 29   | 3    | Stephen Cullen        | IRL Irlanda                | 58.82   |       |
| 30   | 5    | Pavel Vokoun          | TCH Checoslováquia         | 58.88   |       |
| 31   | 4    | Renaud Boucher        | FRA França                 | 58.90   |       |
| 32   | 5    | Simon Upton           | AUS Austrália              | 59.06   |       |
| 33   | 3    | Ernesto Vela          | MEX México                 | 59.19   |       |
| 34   | 3    | Ilias Malamas         | GRE Grécia                 | 59.24   |       |
| 35   | 4    | Huang Guoxiong        | CHN China                  | 59.36   |       |
| 36   | 3    | Richard Gheel         | IRL Irlanda                | 59.37   |       |
| 37   | 5    | Valerio Giambalvo     | ITA Itália                 | 59.48   |       |
| 38   | 4    | Wladimir Ribeiro      | BRA Brasil                 | 59.76   |       |
| 39   | 3    | Amin Amer             | EGY Egito                  | 1:00.76 |       |
| 40   | 2    | Park Dong-pil         | KOR Coreia do Sul          | 1:01.25 |       |
| 41   | 2    | Patrick Sagisi        | GUM Guam                   | 1:01.86 |       |
| 42   | 2    | Yip Hor Man           | HKG Hong Kong              | 1:01.91 |       |
| 42   | 2    | Horst Niehaus         | CRC Costa Rica             | 1:01.91 |       |
| 44   | 2    | Brett Halford         | ZIM Zimbabwe               | 1:02.95 |       |
| 45   | 2    | Eric Greenwood        | CRC Costa Rica             | 1:03.11 |       |
| 46   | 2    | Pablo Barahona        | HON Honduras               | 1:03.90 |       |
| 47   | 2    | Bruno N'Diaye         | SEN Senegal                | 1:05.06 |       |
| 48   | 1    | Filippo Piva          | SMR San Marino             | 1:07.63 |       |
| 49   | 1    | Mohamed Abdullah      | UAE Emirados Árabes Unidos | 1:08.91 |       |
| 50   | 1    | Rami Kantari          | LIB Líbano                 | 1:09.35 |       |
| 51   | 1    | Mohamed Bin Abid      | UAE Emirados Árabes Unidos | 1:10.01 |       |
| 52   | 1    | Yul Mark Du Pont      | SWZ Suazilândia            | 1:12.50 |       |
| 054  | 1    | Paul Yelle            | BAR Barbados               | DNS     |       |
| 054  | 1    | Danny Bowering        | USA Estados Unidos         | DNS     |       |

### Finais

#### Final B
| Pos. | Raia | Nadador               | CON                   | Tempo | Notas |
| ---- | ---- | --------------------- | --------------------- | ----- | ----- |
| 9    | 4    | Dirk Richter          | GDR Alemanha Oriental | 56.66 |       |
| 10   | 5    | Franck Schott         | FRA França            | 56.98 |       |
| 11   | 6    | Jay Mortenson         | USA Estados Unidos    | 57.06 |       |
| 12   | 7    | Shigemori Maruyama    | JPN Japão             | 57.13 |       |
| 13   | 3    | Georgi Mihalev        | BUL Bulgária          | 57.17 |       |
| 14   | 2    | David Lim Fong Jock   | SIN Singapura         | 57.72 |       |
| 15   | 1    | Manuel Guzmán         | PUR Porto Rico        | 57.95 |       |
| 16   | 8    | Eðvarð Þór Eðvarðsson | ISL Islândia          | 58.20 |       |

### Final A
| Pos.              | Raia | Nadador           | CON                    | Tempo | Notas            |
| ----------------- | ---- | ----------------- | ---------------------- | ----- | ---------------- |
| Medalha de ouro   | 3    | Daichi Suzuki     | JPN Japão              | 55.05 | Recorde asiático |
| Medalha de prata  | 4    | David Berkoff     | USA Estados Unidos     | 55.18 |                  |
| Medalha de bronze | 5    | Igor Polyansky    | URS União Soviética    | 55.20 |                  |
| 4                 | 6    | Sergei Zabolotnov | URS União Soviética    | 55.37 |                  |
| 5                 | 1    | Mark Tewksbury    | CAN Canadá             | 56.09 |                  |
| 6                 | 8    | Frank Baltrusch   | GDR Alemanha Oriental  | 56.10 |                  |
| 7                 | 2    | Frank Hoffmeister | FRG Alemanha Ocidental | 56.19 |                  |
| 8                 | 7    | Sean Murphy       | CAN Canadá             | 56.32 |                  |